# Bajo Cedro
Bajo Cedro ist ein Corregimiento des Bezirks Chiriquí Grande in der Provinz Bocas del Toro in Panama. Bei der Volkszählung im Jahr 2023 hatte es 1853 Einwohner. Das Corregimiento erstreckt sich über eine Fläche von 21,5 km².
Das Corregimiento wurde durch Gesetz Nr. 18 vom 26. Februar 2009 geschaffen.

## Bevölkerung
Die folgende Tabelle zeigt die Bevölkerung des Corregimientos Bajo Cedro, wie es in den Volkszählungen 2010 und 2023 erfasst wurde.
| Jahr         | 2010 | 2023 |
| ------------ | ---- | ---- |
| Einwohner    | 1404 | 1853 |
| davon Männer | 724  | 937  |
| davon Frauen | 680  | 916  |

## Orte
Im Corregimiento Bajo Cedro befinden sich folgende Orte:
- Bajo Cedro
- El  Tapao
- El Escobal
- El Tamarindo
- La Conga
- La Loma o Loma Bonita
- Loma de Noni
- Loma Venado o Palmito
- Puerto del Diablo
- Quebrada Garza
- Quebrada Marín
- Rancho Quemao
- Traicionera
- Valle Sarón o Bigote
- África